# Chernígov Collegium

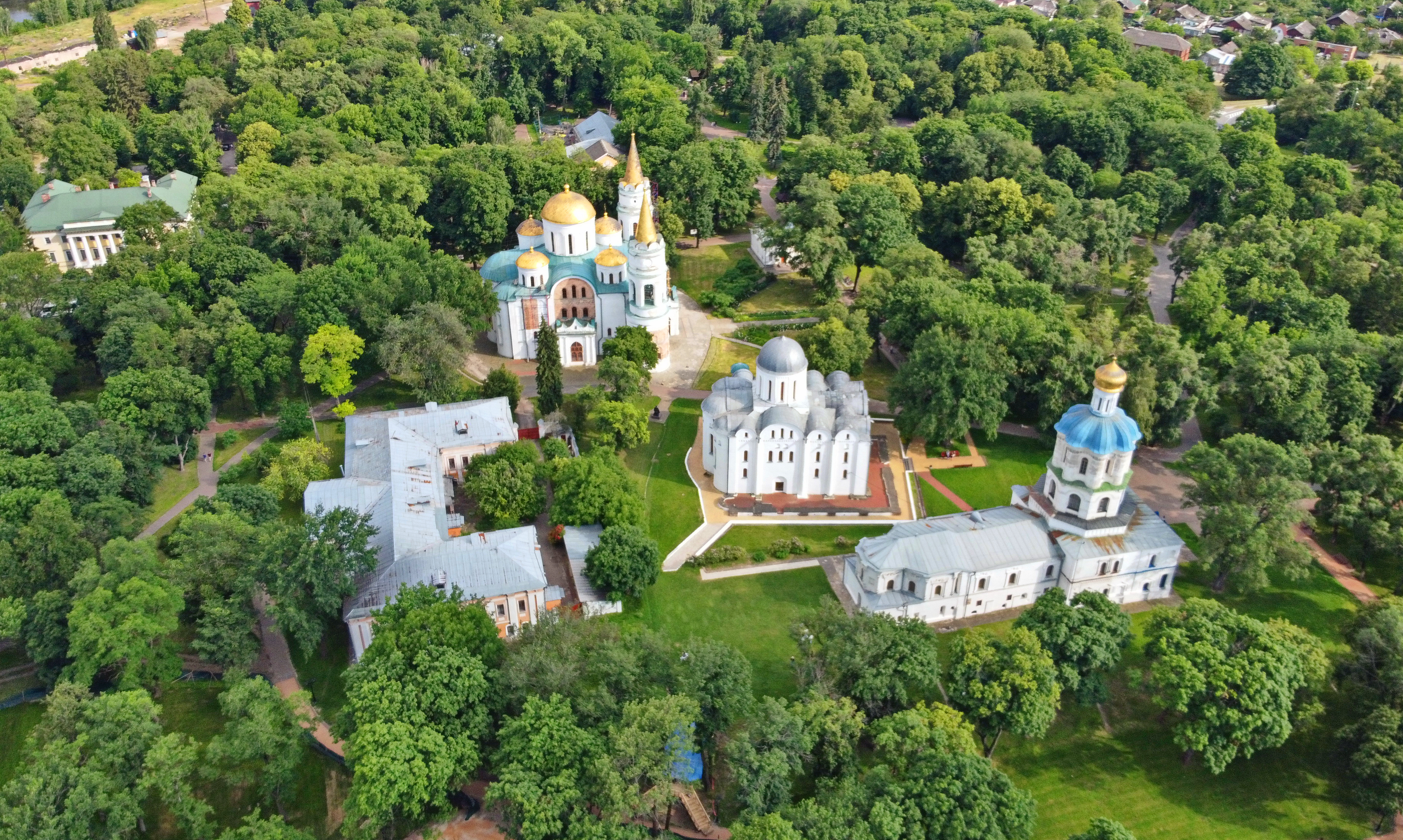
Vista de pájaro del parque Dytynets: el Chernígov Collegium, la catedral de San Boris y Gleb y la catedral de la Transfiguración del Salvador.

El Chernígov Collegium (en ucraniano: Черниговский коллегиум) es un edificio monumental e histórico instituto educativo (collegium) de Chernígov, Ucrania, ubicado en la orilla occidental del río Desná, cerca de la catedral de la Transfiguración del Salvador.
El antiguo instituto se considera de los más simbólicos de Ucrania e —históricamente— del Imperio ruso, famoso por haber sido la primera institución del Imperio en ofrecer una educación secundaria completa. En su momento de más esplendor, se convirtió en un centro educativo e intelectual de primer nivel que en su día le valió el apodo de «la Atenas de Chernígov». El collegium es considerado precursor de la prestigiosa Universidad Nacional Academia Kiev-Mogila (antaño, Kiev-Mogila Collegium, primera institución académica de la región).
El edificio del instituto fue declarado en 1963 monumento de importancia nacional por el Consejo de Ministros de la Unión Soviética en la RSS de Ucrania. Actualmente, forma parte de la Reserva Nacional Arqueológica e Histórica «Antigua Chernígov».

## Historia del edificio y arquitectura
El edificio del Chernígov Collegium, construido al estilo barroco cosaco (o barroco ucraniano), fue originalmente un monasterio del siglo xvii llamado monasterio Borisoglebsky (a nombre de los santos Borís y Gleb, común en iglesias y municipios del zarato ruso, como el caso de la catedral adyacente). El monasterio de doble planta fue erigido sobre un terraplén, que en la actualidad forma parte del parque Dytynets.
Entre 1700 y 1702, se erigió la torre campanario de dos plantas y un linternón por encima del ala occidental del edificio. La sala de campanas se instaló en la planta baja de la torre, mientras que la segunda planta —de techo alto— albergaba la iglesia de Juan el Teólogo (nombre alternativo de Juan el Apóstol, más usado por la Iglesia ortodoxa). Al mismo tiempo, se construía la parte oriental del edificio, incluyendo una segunda planta encima del refectorio, con una gran sala que alberga hasta el día de hoy la iglesia de Todos los Santos de Chernígov.
La arquitectura y decoración del collegium es un vívido ejemplo del barroco ucraniano. Se trata de un edificio de planta rectangular, alargada, orientada de oeste a este. Su longitud, incluido el adyacente vestíbulo con su logia, es de 48 metros, y su altura en el punto más alto (la torre campanario) es de 40 metros. Tiene la mampostería realizada en ladrillos estriados, mientras que los cimientos y zócalos están formados de grandes pedruscos.
Los techos del edificio original son abovedados de superficie plana. Por su parte, el techo de la iglesia de San Juan, en la torre campanario, conforma una bóveda barroca decorada con varillas de abalorios y, en su parte superior, un adorno de estuco que solapa con los revoltones semicirculares encofrados. En el caso de la iglesia de Todos los Santos en el lado oriental, las cúpulas que coronaban la construcción se han perdido, pero la mayor parte del soporte del gran tambor, además del crucero y el ábside, se han conservado.

La fachada del edificio está decorada con pilastras, columnas de tres cuartos, nichos, bordillos, azulejos y un cinturón arqueado de pequeñas columnas. Las ventanas están enmarcadas en platabandas, columnas y kokóshnik de varias formas. El friso del campanario tiene rosetones de estuco y relieves de cerámica.

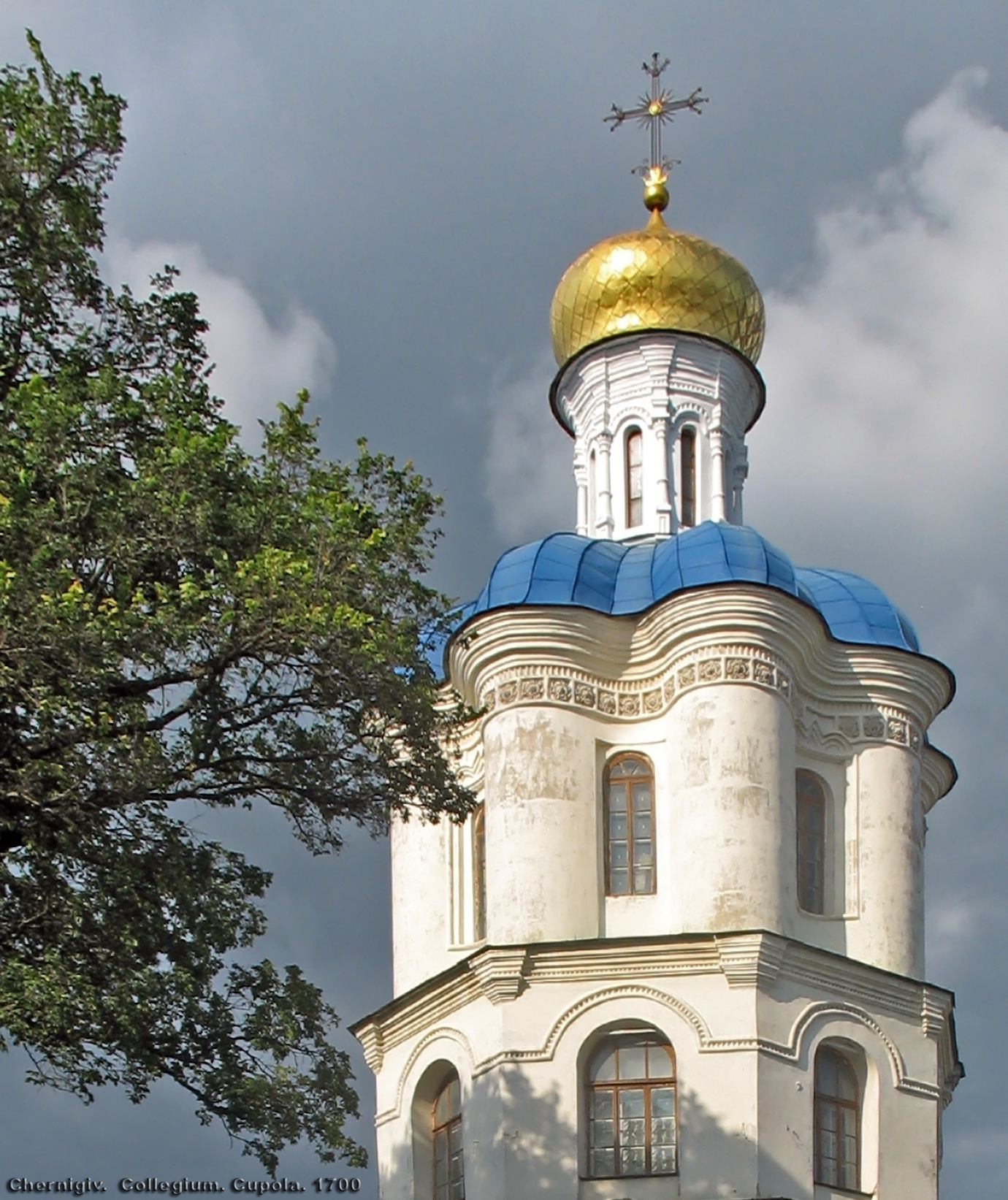
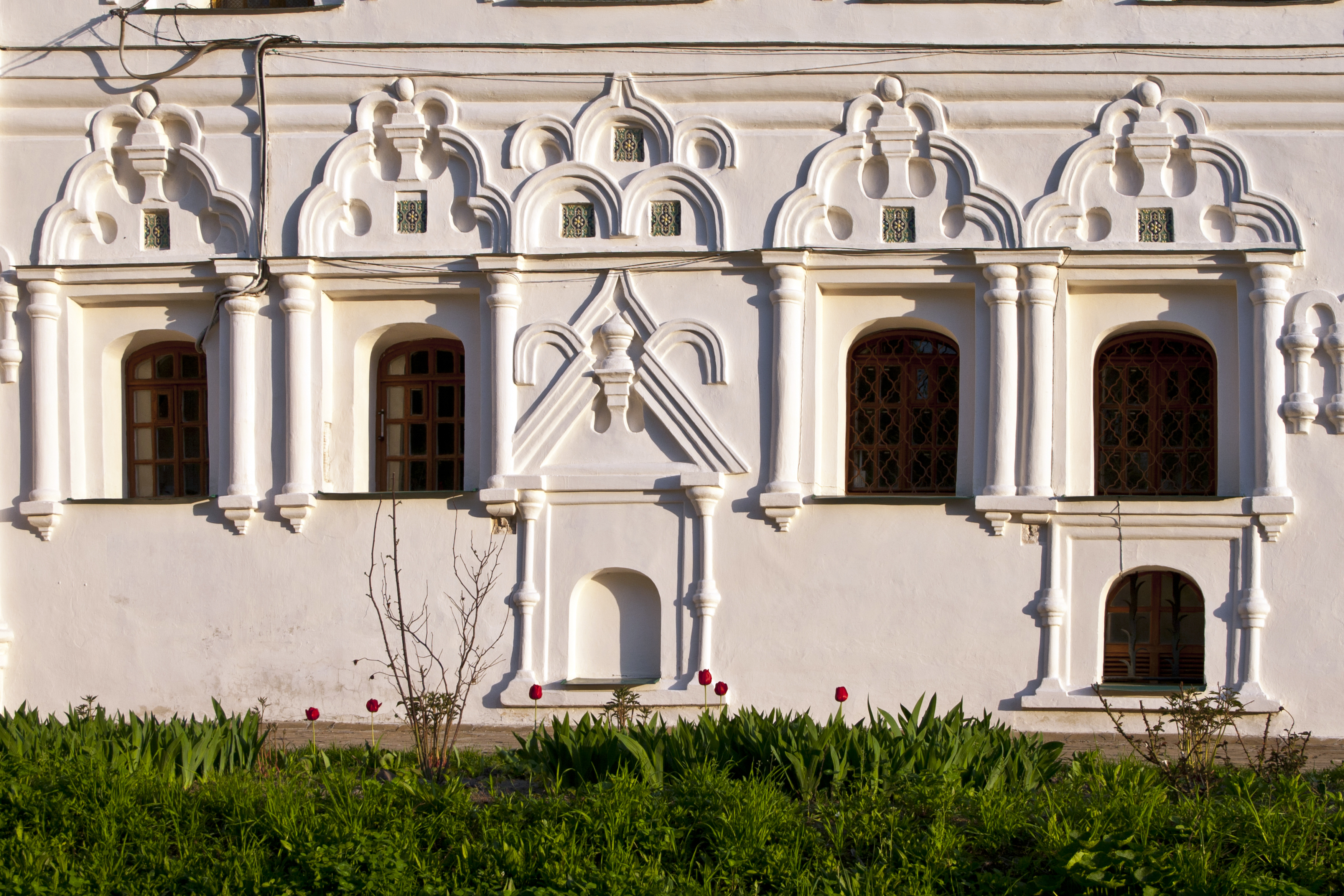
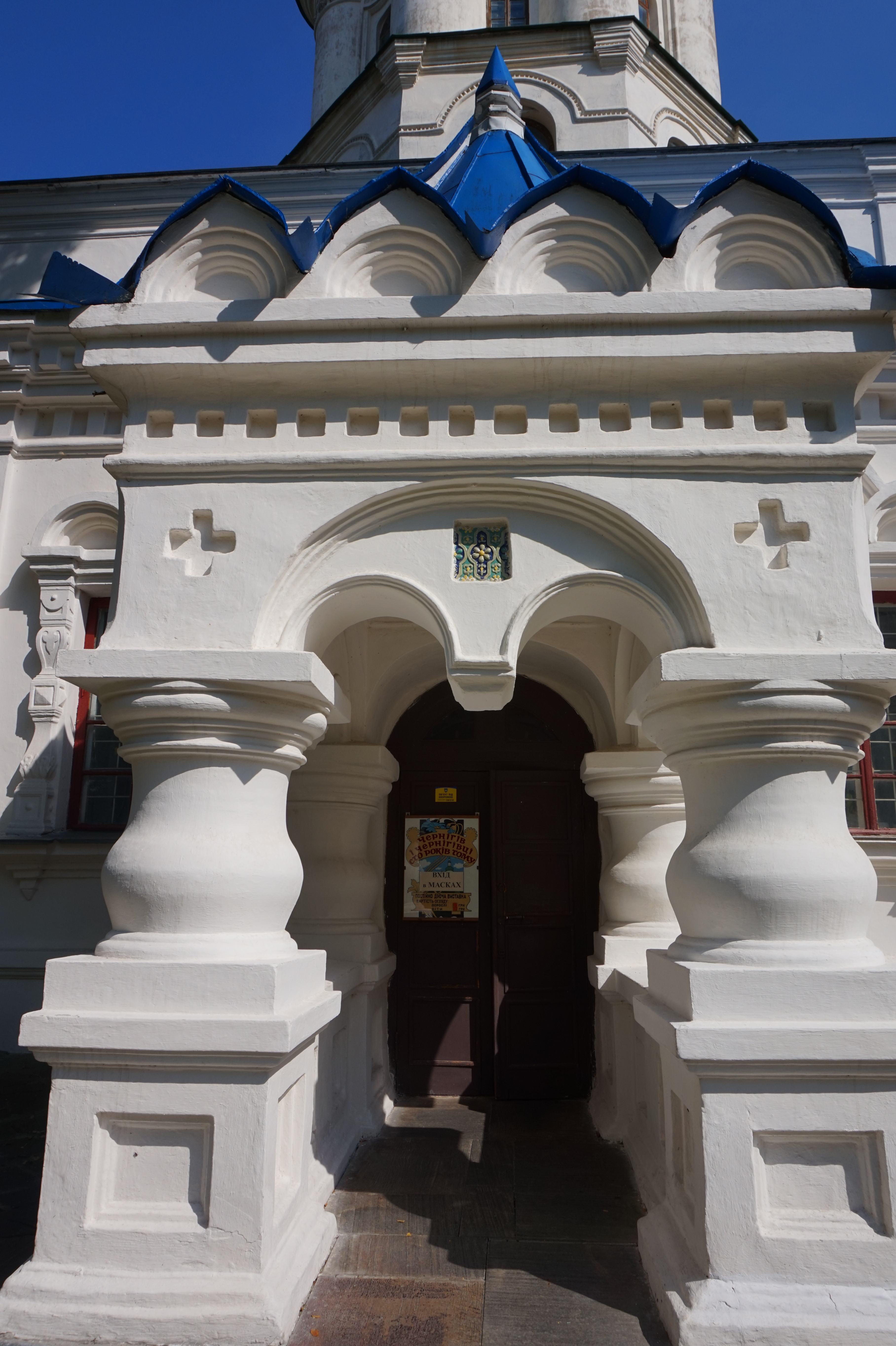

## Historia del instituto

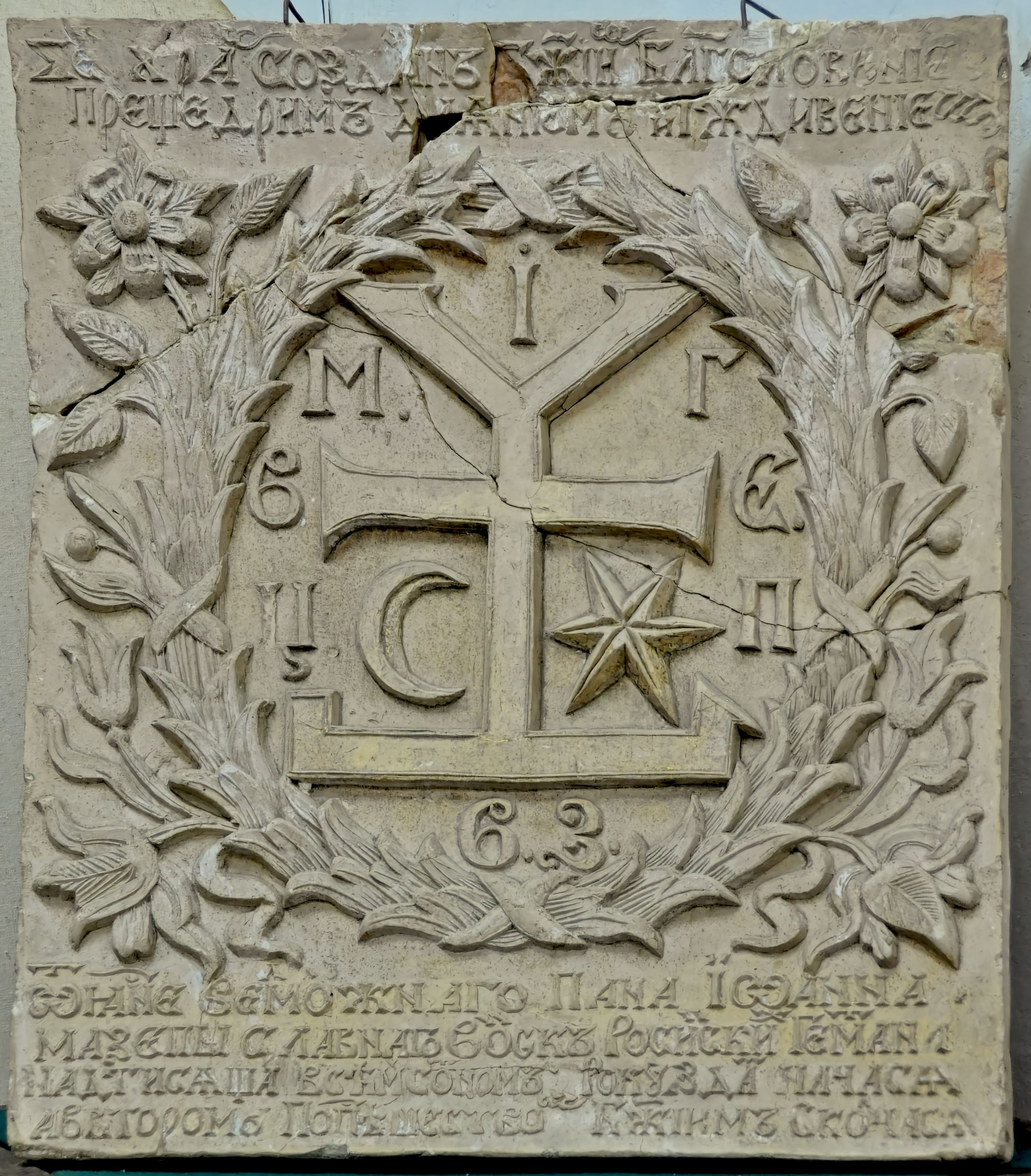
Escudo de armas de Iván Mazepa en el Chernígov Collegium

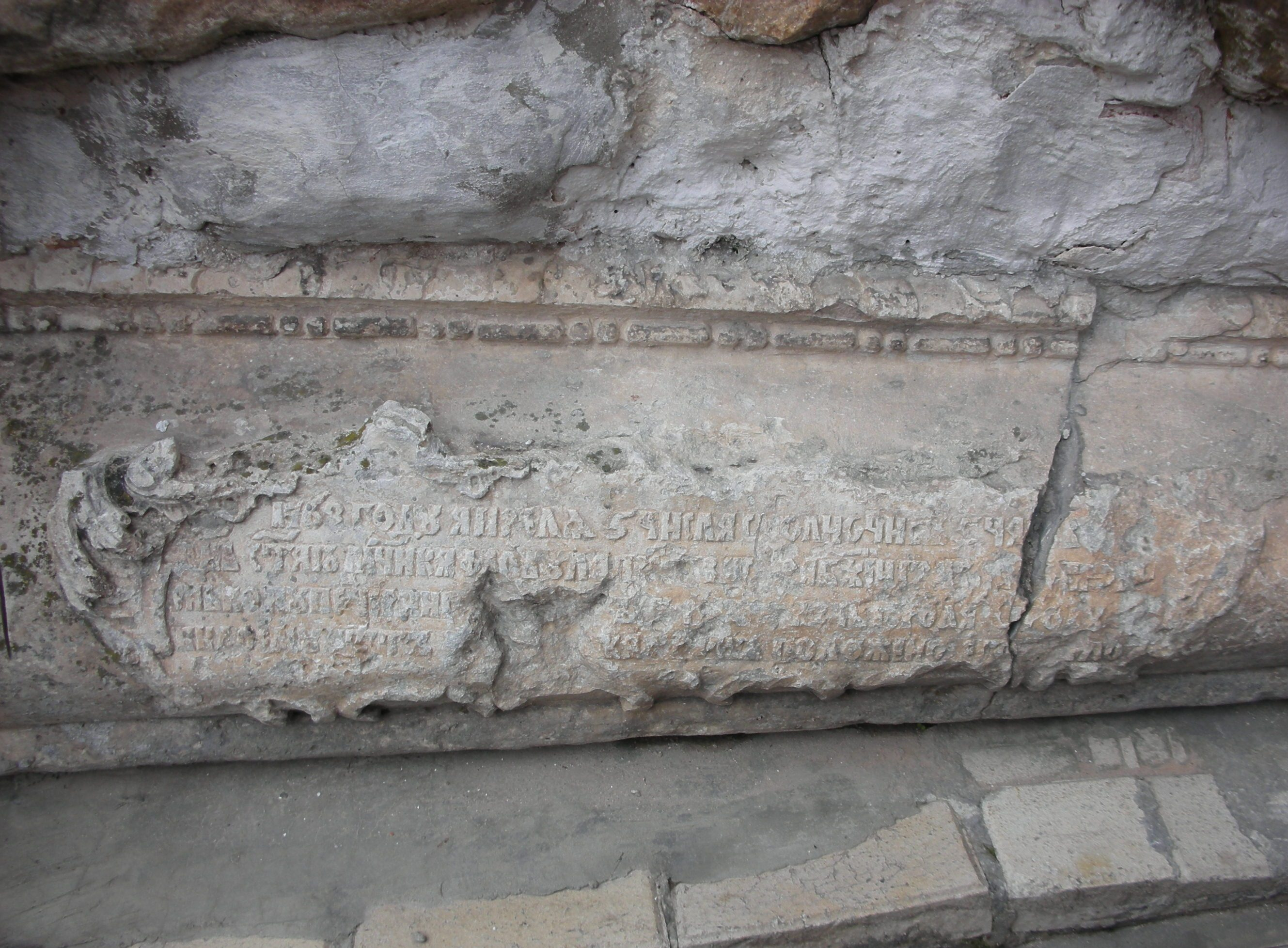
Inscripción religiosa en los cimientos del monasterio.

El Chernígov Collegium se fundó en 1700 por encargo de Dzhon Maximovich Vasilkovski, arzobispo de Chernígov y Nóvgorod-Síversky. Apodado en su día Pequeño Collegium Ruso, reunía a varias escuelas de Lazar Baranovich, arzobispo de la República de las Dos Naciones quien abrió escuelas por todo el Zarato ruso, las llamadas escuelas eslavas, algunas especializadas en latín y otras en matemáticas. Aunque se le considere de las primeras escuelas seculares de Ucrania, las clases se ofrecían en un principio en un contexto de estudios espirituales (siendo una institución de raíces religiosas). Originalmente, el instituto ocupó el espacio principal de la primera planta del monasterio.
Además de escuelas, Baranovich erigía monasterios en gran parte de la geografía de la actual Ucrania, que más tarde, por decreto del zar Pedro el Grande, se convertirían también en escuelas, en gran medida gracias a la dedicación del hetman Iván Mazepa en el extenso territorio del hetmanato cosaco. El decreto, que llamó al «establecimiento de collegiums para el fomento de la educación», fue también la base de la fundación del Chernígov Collegium, entre otros centros destacados del zarato.

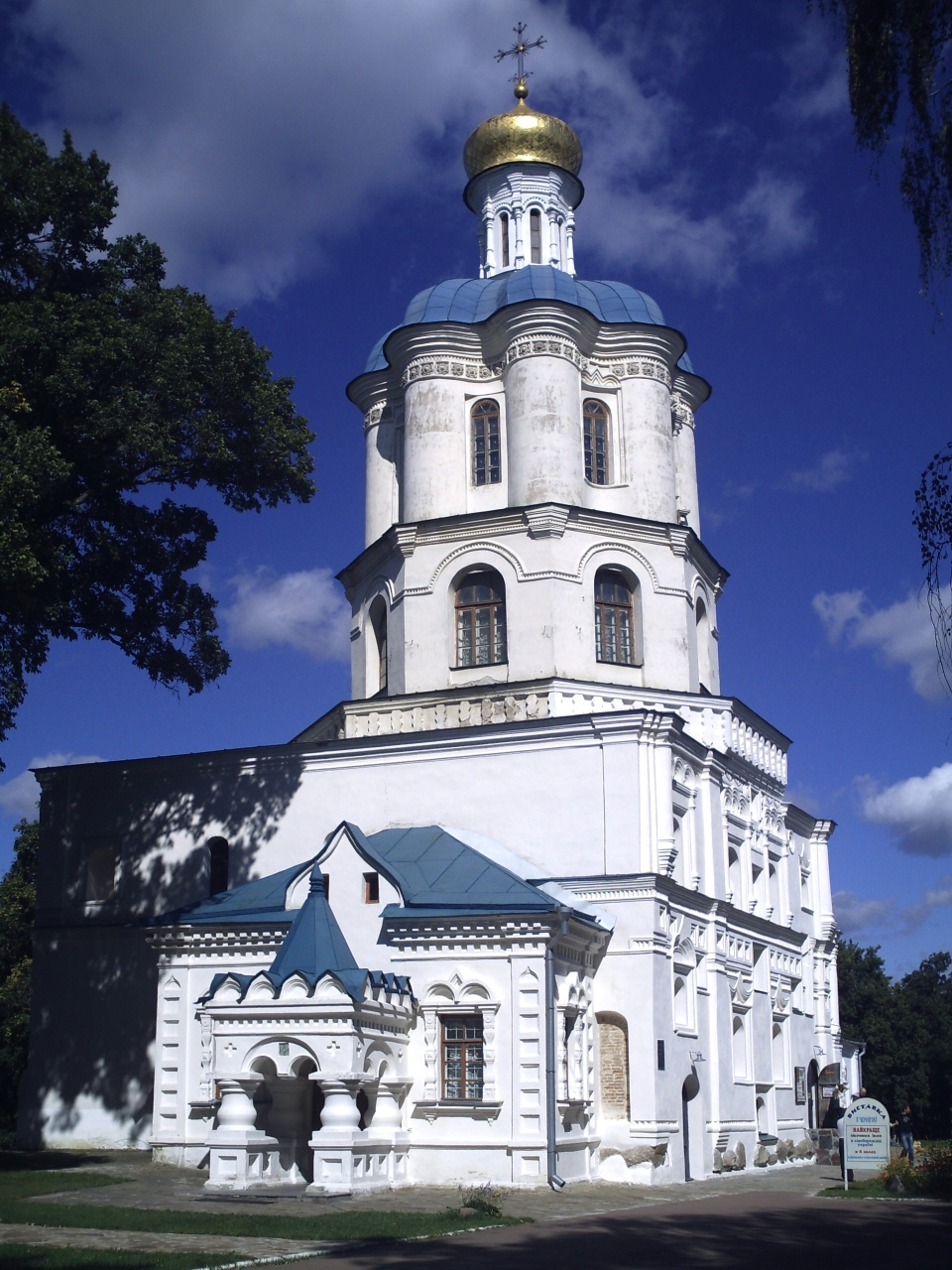
Vista de la torre campanario desde el suroeste.

El propio Baranovich, que además de religioso era un erudito, político y profesor en el Kiev-Mogila Collegium (ca. 1650), se convertiría en obispo y luego primer arzobispo de Chernígov en 1657. Tras establecer en 1674 una casa de imprenta en la catedral de la Transfiguración del Salvador en Nóvgorod-Síversky, siete años después mandó reubicar la catedral (imprenta incluida) a Chernígov, cerca del monasterio que más tarde se convertiría en el Chernígov Collegium.

### Estudios clásicos y de letras
El Chernígov Collegium, que a la hora de su inauguración solo contaba con el prefecto y dos profesores, fue el primero en ofrecer estudios extensos en gramática y lenguas, a saber, latín, polaco, eslavo eclesiástico (lengua litúrgica de la Iglesia ortodoxa) y, más tarde, ruso (a partir de los años 1730, tras haber incorporado a un tercer profesor). Las primeras asignaturas se centraban en gramática —sobre todo sintaxis— del latín y del polaco. A continuación, se enseñaban asignaturas como retórica, poesía y filosofía. El programa completo constituía en seis años de estudios, y el alumnado comprendía, más allá de los hijos de clérigos, también a nobles, burgueses y cosacos (siguiendo el precedente del Kiev-Mogila Collegium).
A mediados de 1730, las clases de poesía pasaron a constituir una carrera propia bajo tutela del prefecto, reforzada por estudios de retórica, lógica y dialéctica. Las clases incluían los fundamentos teoréticos de la poesía antigua y la elocuencia, tanto en latín como en polaco, reforzando las habilidades de los estudiantes para la composición y transmisión de discursos, panegiros y sermones, entre otros. A partir de los años 1740, se empezaron a enseñar conocimientos similares en lengua rusa.
En 1749, se abrió la primera clase de filosofía por iniciativa del obispo de Chernígov que, por falta de espacio, se impartía en los primeros años en la sala del refectorio. Tanto los estudios de filosofía como los de teología (incorporados pocos años después), pasarían a formar la fase superior de los estudios, de duración de dos años, una vez aprobada la asignatura de retórica el año anterior.

### Ampliación curricular y administrativa
A partir de la segunda mitad del siglo xviii, se llevó a cabo una paulatina ampliación del currículo escolar, incorporando asignaturas sobre todo en lenguas y ciencias, incluidas las de alemán, griego, francés, aritmética, geometría y planimetría, convirtiéndose así el instituto en un centro de referencia de la región.
Entre 1784 y 1786, tuvo lugar la reorganización administrativa del collegium en el marco del Seminario Teológico de Chernígov, que incluía la fundación de un museo de antigüedades eclesiásticas y una comisión parroquial de arqueología. Tanto profesores como seminaristas empezaron a implicarse más en los trabajos de investigación, publicando entre otros en las dos principales revistas de la eparquía, Noticias Diocesanas de Chernígov y Fe y Vida.

### Siglosxix-xx
A finales del siglo xviii, comenzó la restructuración del edificio del Chernígov Collegium, debida principalmente a la ampliación y reubicación de los despachos en su interior. Es durante este período que se incorpora al lado occidental el vestíbulo con un amplio porche elaborado al estilo ruso, seguido por la adaptación del edificio a fines de alojamiento conforme las necesidades del momento. Durante los trabajos de restructuración, ya en pleno siglo xix, se eliminó la decoración de la fachada y se procedió al enlucido de las paredes, tal y como se encuentran en la actualidad.
Una importante restauración del edificio se llevó a cabo entre 1951 y 1953, siendo declarado monumento nacional una década después (1963). La seguiría otra remodelación, más extensa, entre 1970 y 1980.

## Trabajos y composiciones
Conforme la tradición académica originada en el Kiev-Mogila Collegium (actual universidad homónima), cada uno de los profesores en las asignaturas de poesía, retórica y filosofía debía redactar sus propias lecturas para ser impartidas a los alumnos de sus clases. Aquello dio lugar a la composición de diversos trabajos, originales y traducidos, de carácter histórico, filosófico, poético y retórico, de los que solo un pequeño número de escritos se conserva en la actualidad. Algunos de los más destacados son:
- En 1705, fue publicado el manuscrito Espejo de las Escrituras Divinas, una colección de versos silábicos.
- En 1716, profesores del instituto tradujeron al eslavo eclesiástico el Ab Urbe condita de Tito Livio (la historia de Roma) en su totalidad, una de las obras maestras del collegium.
- En 1717, Germán Kononovich, decano del Chernígov Collegium y archimandrita de Trinidad-Ilyinsky, realizó la primera traducción del Nuevo Testamento del territorio de la actual Ucrania, con comentarios propios a pasajes ambiguos de las escrituras.